# Mexikó az 1996. évi nyári olimpiai játékokon
Mexikó az egyesült államokbeli Atlantában megrendezett 1996. évi nyári olimpiai játékok egyik részt vevő nemzete volt. Az országot az olimpián 19 sportágban 98 sportoló képviselte, akik összesen 1 érmet szereztek.

## Érmesek
| Érem  | Versenyző       | Sportág  | Versenyszám           |
| ----- | --------------- | -------- | --------------------- |
| Bronz | Bernardo Segura | Atlétika | Férfi 20 km gyaloglás |

## Asztalitenisz
Férfi
| Versenyző       | Versenyszám | Csoportkör | Csoportkör | Nyolcaddöntő      | Negyeddöntő       | Elődöntő          | Döntő             | Helyezés |
| Versenyző       | Versenyszám | Ellenfél Eredmény                                                                                                | Hely.      | Ellenfél Eredmény | Ellenfél Eredmény | Ellenfél Eredmény | Ellenfél Eredmény | Helyezés |
| --------------- | ----------- | --- | ---------- | ----------------- | ----------------- | ----------------- | ----------------- | -------- |
| Guillermo Muñoz | Egyes       | E csoport · Jörg Roßkopf (GER) · 0:2 · Sibutani Hirosi (JPN) · 0:2 · Lou Chűn-szung (Lo Chuen Tsung) (HKG) · 0:2 | 4.         | kiesett           | kiesett           | kiesett           | kiesett           | 49.      |

## Atlétika
Férfi
| Versenyző              | Versenyszám     | Előfutam | Előfutam | Előfutam | Elődöntő | Elődöntő | Elődöntő | Döntő    | Döntő    |
| Versenyző              | Versenyszám     | Idő      | Hely.    | Össz.    | Idő      | Hely.    | Össz.    | Idő      | Helyezés |
| ---------------------- | --------------- | -------- | -------- | -------- | -------- | -------- | -------- | -------- | -------- |
| Alejandro Cárdeñas     | 400 m           | 45,85    | 3.       | 20.      | 45,33    | 5.       | 18.      | kiesett  | kiesett  |
| Armando Quintanilla    | 10 000 m        | 28:27,28 | 8.       | 19.      |          |          |          | 28:09,46 | 11.      |
| Martín Pitayo          | 10 000 m        | 30:32,20 | 19.      | 40.      |          |          |          | kiesett  | kiesett  |
| Germán Silva           | Maraton         |          |          |          |          |          |          | 2:14:29  | 6.       |
| Benjamín Paredes       | Maraton         |          |          |          |          |          |          | 2:14:55  | 8.       |
| Dionicio Cerón         | Maraton         |          |          |          |          |          |          | 2:16:48  | 15.      |
| Bernardo Segura        | 20 km gyaloglás |          |          |          |          |          |          | 1:20:23  |          |
| Miguel Ángel Rodríguez | 20 km gyaloglás |          |          |          |          |          |          | kizárták | kizárták |
| Daniel García          | 20 km gyaloglás |          |          |          |          |          |          | 1:24:10  | 19.      |
| Daniel García          | 50 km gyaloglás |          |          |          |          |          |          | 3:50:05  | 9.       |
| Germán Sánchez         | 50 km gyaloglás |          |          |          |          |          |          | 3:57:47  | 18.      |
| Ignacio Zamudio        | 50 km gyaloglás |          |          |          |          |          |          | 3:46:07  | 6.       |

Női
| Versenyző              | Versenyszám     | Eredmény | Helyezés |
| ---------------------- | --------------- | -------- | -------- |
| María del Carmen Díaz  | Maraton         | 2:37:14  | 33.      |
| Guadaloupe Loma        | Maraton         | 2:41:56  | 43.      |
| Adriana Fernández      | Maraton         | 2:44:23  | 51.      |
| María Graciela Mendoza | 10 km gyaloglás | 45:13    | 18.      |

## Birkózás
Kötöttfogású
| Versenyző         | Versenyszám | 32-es főtábla                      | Nyolcaddöntő           | Negyeddöntő       | Elődöntő          | Vigaszág 2. kör                 | Vigaszág 3. kör              | Vigaszág 4. kör   | Vigaszág 5. kör   | Vigaszág 6. kör   | Bronz- mérkőzés   | Döntő             | Helyezés |
| Versenyző         | Versenyszám | Ellenfél Eredmény                  | Ellenfél Eredmény      | Ellenfél Eredmény | Ellenfél Eredmény | Ellenfél Eredmény               | Ellenfél Eredmény            | Ellenfél Eredmény | Ellenfél Eredmény | Ellenfél Eredmény | Ellenfél Eredmény | Ellenfél Eredmény | Helyezés |
| ----------------- | ----------- | ---------------------------------- | ---------------------- | ----------------- | ----------------- | ------------------------------- | ---------------------------- | ----------------- | ----------------- | ----------------- | ----------------- | ----------------- | -------- |
| Enrique Aguilar   | 48 kg       | Bayram Özdemir (TUR) · 0–11        |                        |                   |                   | Kado Hirosi (JPN) · 0–10        | kiesett                      | kiesett           | kiesett           | kiesett           | kiesett           |                   | 17.      |
| Armando Fernández | 57 kg       | Rifat Yildiz (GER) · 0–12          | David Maia (POR) · 7–3 |                   |                   |                                 | Nisimi Kenkicsi (JPN) · 0–12 | kiesett           | kiesett           | kiesett           | kiesett           |                   | 14.      |
| Rodolfo Hernández | 74 kg       | Marty Morgan (USA) · 0–10          |                        |                   |                   | Baktijar Bajszeitov (KAZ) · 0–6 | kiesett                      | kiesett           | kiesett           | kiesett           | kiesett           |                   | 18.      |
| Guillermo Díaz    | 130 kg      | Panajótisz Pikilídisz (GRE) · 0–10 |                        |                   |                   | Raul Dgvoreli (TJK) · 2–4       | kiesett                      | kiesett           | kiesett           | kiesett           | kiesett           |                   | 18.      |

Szabadfogású
| Versenyző           | Versenyszám | 32-es főtábla                  | Nyolcaddöntő             | Negyeddöntő       | Elődöntő          | Vigaszág 2. kör            | Vigaszág 3. kör             | Vigaszág 4. kör   | Vigaszág 5. kör   | Vigaszág 6. kör   | Bronz- mérkőzés   | Döntő             | Helyezés |
| Versenyző           | Versenyszám | Ellenfél Eredmény              | Ellenfél Eredmény        | Ellenfél Eredmény | Ellenfél Eredmény | Ellenfél Eredmény          | Ellenfél Eredmény           | Ellenfél Eredmény | Ellenfél Eredmény | Ellenfél Eredmény | Ellenfél Eredmény | Ellenfél Eredmény | Helyezés |
| ------------------- | ----------- | ------------------------------ | ------------------------ | ----------------- | ----------------- | -------------------------- | --------------------------- | ----------------- | ----------------- | ----------------- | ----------------- | ----------------- | -------- |
| Filiberto Fernández | 48 kg       | erőnyerő                       | Alexis Vila (CUB) · 0–11 |                   |                   |                            | Vugar Orudzsov (RUS) · 0–10 | kiesett           | kiesett           | kiesett           | kiesett           |                   | 17.      |
| Víctor Rodríguez    | 52 kg       | Valentin Jordanov (BUL) · 0–10 |                          |                   |                   | Omar Kedjaouer (ALG) · 0–2 | kiesett                     | kiesett           | kiesett           | kiesett           | kiesett           |                   | 18.      |
| Felipe Guzmán       | 74 kg       | Óta Takuja (JPN) · 0–11        |                          |                   |                   | Ritter Árpád (HUN) · 0–12  | kiesett                     | kiesett           | kiesett           | kiesett           | kiesett           |                   | 20.      |

## Cselgáncs
Férfi
| Versenyző        | Versenyszám  | Selejtező         | 32-es főtábla          | Nyolcaddöntő              | Negyeddöntő                   | Elődöntő          | Vigaszág első kör | Vigaszág negyeddöntő            | Vigaszág elődöntő | Bronz- mérkőzés   | Döntő             | Helyezés |
| Versenyző        | Versenyszám  | Ellenfél Eredmény | Ellenfél Eredmény      | Ellenfél Eredmény         | Ellenfél Eredmény             | Ellenfél Eredmény | Ellenfél Eredmény | Ellenfél Eredmény               | Ellenfél Eredmény | Ellenfél Eredmény | Ellenfél Eredmény | Helyezés |
| ---------------- | ------------ | ----------------- | ---------------------- | ------------------------- | ----------------------------- | ----------------- | ----------------- | ------------------------------- | ----------------- | ----------------- | ----------------- | -------- |
| Ricardo Acuña    | Légsúly      | erőnyerő          | Brian Power (AUS) · GY | Nazim Hüseynov (AZE) · GY | Girolamo Giovinazzo (ITA) · V |                   |                   | Georgios Vazagkasvili (GEO) · V | kiesett           | kiesett           |                   | 9.       |
| Arturo Gutiérrez | Félnehézsúly | erőnyerő          | Keith Morgan (CAN) · V | kiesett                   | kiesett                       | kiesett           |                   |                                 |                   |                   |                   | 21.      |

## Evezés
Női
| Versenyző                        | Versenyszám              | Előfutam | Előfutam | Vigaszág | Vigaszág | Elődöntő | Elődöntő | Elődöntő | Döntő | Döntő   | Döntő | Helyezés |
| Versenyző                        | Versenyszám              | Idő      | Hely.    | Idő      | Hely.    | Típus    | Idő      | Hely.    | Típus | Idő     | Hely. | Helyezés |
| -------------------------------- | ------------------------ | -------- | -------- | -------- | -------- | -------- | -------- | -------- | ----- | ------- | ----- | -------- |
| Ana Sofía Soberanes Andrea Boltz | Könnyűsúlyú kétpárevezős | 8:00,92  | 5.       | 7:18,31  | 4.       |          |          |          | C     | 7:46,57 | 2.    | 14.      |

## Íjászat
Férfi
| Versenyző       | Versenyszám | Selejtező | Selejtező | 64-es főtábla                         | 32-es főtábla                       | Nyolcaddöntő                        | Negyeddöntő       | Elődöntő          | Döntő             | Helyezés |
| Versenyző       | Versenyszám | Pont      | Kiemelt   | Ellenfél Eredmény                     | Ellenfél Eredmény                   | Ellenfél Eredmény                   | Ellenfél Eredmény | Ellenfél Eredmény | Ellenfél Eredmény | Helyezés |
| --------------- | ----------- | --------- | --------- | ------------------------------------- | ----------------------------------- | ----------------------------------- | ----------------- | ----------------- | ----------------- | -------- |
| Andrés Anchondo | Egyéni      | 653       | 29.       | Raul Kivilo (EST) (36.) · 158–157     | Vagyim Sikarev (KAZ) (4.) · 156–154 | Lionel Torrés (FRA) (45.) · 158–159 | kiesett           | kiesett           | kiesett           | 16.      |
| Adolfo González | Egyéni      | 636       | 52.       | Jamamoto Hirosi (JPN) (13.) · 154–155 | kiesett                             | kiesett                             | kiesett           | kiesett           | kiesett           | 51.      |

Női
| Versenyző      | Versenyszám | Selejtező | Selejtező | 64-es főtábla                             | 32-es főtábla                                  | Nyolcaddöntő      | Negyeddöntő       | Elődöntő          | Döntő             | Helyezés |
| Versenyző      | Versenyszám | Pont      | Kiemelt   | Ellenfél Eredmény                         | Ellenfél Eredmény                              | Ellenfél Eredmény | Ellenfél Eredmény | Ellenfél Eredmény | Ellenfél Eredmény | Helyezés |
| -------------- | ----------- | --------- | --------- | ----------------------------------------- | ---------------------------------------------- | ----------------- | ----------------- | ----------------- | ----------------- | -------- |
| Marisol Bréton | Egyéni      | 638       | 29.       | Giuseppina Di Blasi (ITA) (36.) · 142–139 | Kim Dzsoszun (Kim Jo-Sun) (KOR) (4.) · 157–158 | kiesett           | kiesett           | kiesett           | kiesett           | 18.      |

## Kajak-kenu

### Síkvízi
Férfi
| Versenyző                           | Versenyszám        | Előfutam | Előfutam | Előfutam | Vigaszág | Vigaszág | Vigaszág | Elődöntő | Elődöntő | Elődöntő | Döntő   | Döntő    |
| Versenyző                           | Versenyszám        | Idő      | Hely.    | Össz.    | Idő      | Hely.    | Össz.    | Idő      | Hely.    | Össz.    | Idő     | Helyezés |
| ----------------------------------- | ------------------ | -------- | -------- | -------- | -------- | -------- | -------- | -------- | -------- | -------- | ------- | -------- |
| Roberto Heinze Flamand Ralph Heinze | Kajak kettes 500 m | 1:36,918 | 4.       | 16.      | 1:42,848 | 5.       | 12.      | kiesett  | kiesett  | kiesett  | kiesett | kiesett  |

Női
| Versenyző                                            | Versenyszám        | Előfutam | Előfutam | Előfutam | Vigaszág | Vigaszág | Vigaszág | Elődöntő | Elődöntő | Elődöntő | Döntő   | Döntő    |
| Versenyző                                            | Versenyszám        | Idő      | Hely.    | Össz.    | Idő      | Hely.    | Össz.    | Idő      | Hely.    | Össz.    | Idő     | Helyezés |
| ---------------------------------------------------- | ------------------ | -------- | -------- | -------- | -------- | -------- | -------- | -------- | -------- | -------- | ------- | -------- |
| Erika Duron                                          | Kajak egyes 500 m  | 1:58,884 | 6.       | 17.      | 2:02,847 | 6.       | 6.       | kiesett  | kiesett  | kiesett  | kiesett | kiesett  |
| Renata Hernández Sandra Rojas                        | Kajak kettes 500 m | 1:51,252 | 7.       | 17.      | 1:55,801 | 5.       | 9.       | 1:52,053 | 9.       | 18.      | kiesett | kiesett  |
| Erika Duron Renata Hernández Sandra Rojas Itzel Reza | Kajak négyes 500 m | 1:45,215 | 8.       | 14.      |          |          |          | 1:42,157 | 6.       | 10.      | kiesett | kiesett  |

## Kerékpározás

### Országúti kerékpározás
Férfi
| Versenyző        | Versenyszám   | Idő                | Helyezés      |
| ---------------- | ------------- | ------------------ | ------------- |
| Eduardo Graciano | Mezőnyverseny | 4:56:49 (+2:53)    | 71.           |
| Eduardo Uribe    | Mezőnyverseny | 4:56:51 (+2:55)    | 90.           |
| Irving Aguilar   | Mezőnyverseny | 5:05:39 (+11:43)   | 117.          |
| Adan Juárez      | Mezőnyverseny | nem ért célba      | nem ért célba |
| Domingo González | Mezőnyverseny | nem ért célba      | nem ért célba |
| Jesús Zárate     | Időfutam      | 1:11:42 (+0:07:37) | 30.           |

### Pálya-kerékpározás
Sprintversenyek
| Versenyző       | Versenyszám | Selejtező | Selejtező | 1. forduló           | Vigaszág               | Vigaszág | Negyeddöntő          | 5–8. helyért           | 5–8. helyért | Elődöntő             | Döntő                | Helyezés |
| Versenyző       | Versenyszám | Idő       | Hely.     | Ellenfél Győztes idő | Ellenfelek Győztes idő | Hely.    | Ellenfél Győztes idő | Ellenfelek Győztes idő | Hely.        | Ellenfél Győztes idő | Ellenfél Győztes idő | Helyezés |
| --------------- | ----------- | --------- | --------- | -------------------- | ---------------------- | -------- | -------------------- | ---------------------- | ------------ | -------------------- | -------------------- | -------- |
| Nancy Contreras | Női egyéni  | 11,992    | 14.       | kiesett              | kiesett                | kiesett  | kiesett              | kiesett                | kiesett      | kiesett              | kiesett              | kiesett  |

Pontversenyek
| Név            | Versenyszám       | Pont          | Körhátrány    | Helyezés |
| -------------- | ----------------- | ------------- | ------------- | -------- |
| Marco Zaragoza | Férfi pontverseny | nem ért célba | nem ért célba |          |
| Belem Guerrero | Női pontverseny   | 4             | 0             | 11.      |

## Labdarúgás

### Férfi
| Mexikói férfi labdarúgócsapat-játékoskeret                                                                        | Mexikói férfi labdarúgócsapat-játékoskeret                                                                                   |
| --- | --- |
| - Claudio Suárez - Germán Villa - Duilio Davino - Raúl Rodrigo Lara - Rafael García - Bernardo Sol - Jorge Campos | - Luis García - Cuauhtémoc Blanco - Pável Pardo - Jesús Arellano - Enrique Alfaro - Francisco Palencia - José Manuel Abundis |

#### Eredmények
Csoportkör
C csoport
| Csapat            | M | Gy | D | V | Rg | Kg | Gk | P |
| ----------------- | - | -- | - | - | -- | -- | -- | - |
| Mexikó (MEX)      | 3 | 1  | 2 | 0 | 2  | 1  | +1 | 5 |
| Ghána (GHA)       | 3 | 1  | 1 | 1 | 4  | 4  | 0  | 4 |
| Dél-Korea (KOR)   | 3 | 1  | 1 | 1 | 2  | 2  | 0  | 4 |
| Olaszország (ITA) | 3 | 1  | 0 | 2 | 4  | 5  | –1 | 3 |

| 1996. július 21. 17.00 |

| Mexikó (MEX) | 1–0               | Olaszország (ITA) |
| ------------ | ----------------- | ----------------- |
| Palencia 83' | (0–0) Jegyzőkönyv |                   |

| Legion Field, Birmingham Nézőszám: 44 211 Játékvezető: Hugh Dallas (skót) |

| 1996. július 23. 20.00 |

| Mexikó (MEX) | 0–0         | Dél-Korea (KOR) |
| ------------ | ----------- | --------------- |
|              | Jegyzőkönyv |                 |

| Legion Field, Birmingham Nézőszám: 26 111 Játékvezető: Lucien Bouchardeau (nigeri) |

| 1996. július 25. 21.00 |

| Mexikó (MEX) | 1–1               | Ghána (GHA) |
| ------------ | ----------------- | ----------- |
| Abundis 65'  | (0–1) Jegyzőkönyv | Hagan 44'   |

| RFK Stadium, Washington Nézőszám: 30 237 Játékvezető: Antônio Pereira (brazil) |

Negyeddöntő
| 1996. július 28. 16:00 |

| Mexikó (MEX) | 0–2               | Nigéria (NGR)           |
| ------------ | ----------------- | ----------------------- |
|              | (0–1) Jegyzőkönyv | Okocha 20' Babayaro 84' |

| Legion Field, Birmingham Nézőszám: 44 788 Játékvezető: Omer Saleh Al Mehannah (Szaúd-arábiai) |

| Csapat       | Helyezés |
| ------------ | -------- |
| Mexikó (MEX) | 7.       |

## Lovaglás
Díjugratás
| Versenyző                                                 | Ló           | Versenyszám | Selejtező | Selejtező | Selejtező | Selejtező | Selejtező | Selejtező | Selejtező | Selejtező | Döntő  | Döntő  | Döntő   | Döntő   | Végeredmény | Végeredmény |
| Versenyző                                                 | Ló           | Versenyszám | 1. kör    | 1. kör    | 2. kör    | 2. kör    | 2. kör    | 3. kör    | 3. kör    | 3. kör    | 1. kör | 1. kör | 2. kör  | 2. kör  | Végeredmény | Végeredmény |
| Versenyző                                                 | Ló           | Versenyszám | Bünt.     | Hely.     | Bünt.     | Össz.     | Hely.     | Bünt.     | Össz.     | Hely.     | Bünt.  | Hely.  | Bünt.   | Hely.   | Bünt.       | Helyezés    |
| --------------------------------------------------------- | ------------ | ----------- | --------- | --------- | --------- | --------- | --------- | --------- | --------- | --------- | ------ | ------ | ------- | ------- | ----------- | ----------- |
| Jaime Guerra                                              | Risueno      | Egyéni      | 4,00      | 14.       | 9,50      | 13,50     | 35.       | 4,00      | 17,50     | 26.       |        |        | kiesett | kiesett | kiesett     | kiesett     |
| Antonio Chedraui                                          | Elastique    | Egyéni      | 4,00      | 14.       | 20,00     | 24,00     | 51.       | 8,00      | 32,00     | 50.       |        |        | kiesett | kiesett | kiesett     | kiesett     |
| José Madariaga                                            | Genius       | Egyéni      | 0,50      | 9.        | 20,00     | 20,50     | 50.       | 16,25     | 36,75     | 54.       |        |        | kiesett | kiesett | kiesett     | kiesett     |
| Alfonso Romo                                              | Flash        | Egyéni      | 27,75     | 75.       | 12,00     | 39,75     | 70.       | 8,00      | 47,75     | 60.       |        |        | kiesett | kiesett | kiesett     | kiesett     |
| Jaime Guerra Alfonso Romo Antonio Chedraui José Madariaga | lásd fentebb | Csapat      |           |           |           |           |           |           |           |           | 41,50  | 17.    | 20,00   | 11.*    | 61,50       | 14.         |

* - egy másik csapattal azonos eredményt ért el

## Műugrás
Férfi
| Versenyző       | Versenyszám        | Selejtező | Selejtező | Elődöntő | Elődöntő | Döntő   | Döntő    |
| Versenyző       | Versenyszám        | Pont      | Helyezés  | Pont     | Helyezés | Pont    | Helyezés |
| --------------- | ------------------ | --------- | --------- | -------- | -------- | ------- | -------- |
| Joel Rodríguez  | Egyéni műugrás     | 296,91    | 30.       | kiesett  | kiesett  | kiesett | kiesett  |
| Fernando Platas | Egyéni műugrás     | 382,83    | 8.        | 600,45   | 8.       | 619,98  | 8.       |
| Fernando Platas | Egyéni toronyugrás | 392,31    | 8.        | 570,21   | 7.       | 603,03  | 7.       |
| Alberto Acosta  | Egyéni toronyugrás | 322,47    | 22.       | kiesett  | kiesett  | kiesett | kiesett  |

Női
| Versenyző          | Versenyszám        | Selejtező | Selejtező | Elődöntő | Elődöntő | Döntő   | Döntő    |
| Versenyző          | Versenyszám        | Pont      | Helyezés  | Pont     | Helyezés | Pont    | Helyezés |
| ------------------ | ------------------ | --------- | --------- | -------- | -------- | ------- | -------- |
| María Elena Romero | Egyéni műugrás     | 252,84    | 13.       | 440,19   | 17.      | kiesett | kiesett  |
| María José Alcalá  | Egyéni műugrás     | 257,01    | 12.       | 450,63   | 13.      | kiesett | kiesett  |
| María José Alcalá  | Egyéni toronyugrás | 252,36    | 13.       | 400,35   | 17.      | kiesett | kiesett  |

## Ökölvívás
| Versenyző            | Versenyszám  | Selejtező                        | Nyolcaddöntő                | Negyeddöntő       | Elődöntő          | Döntő             | Helyezés |
| Versenyző            | Versenyszám  | Ellenfél Eredmény                | Ellenfél Eredmény           | Ellenfél Eredmény | Ellenfél Eredmény | Ellenfél Eredmény | Helyezés |
| -------------------- | ------------ | -------------------------------- | --------------------------- | ----------------- | ----------------- | ----------------- | -------- |
| Jesús Martínez       | Papírsúly    | Sapol Biki (MAS) · 15–4          | La Paene Masara (INA) · 1–8 | kiesett           | kiesett           | kiesett           | 9.       |
| José Martín Castillo | Légsúly      | Lunka Zoltán (GER) · 7–13        | kiesett                     | kiesett           | kiesett           | kiesett           | 17.      |
| Samuel Álvarez       | Harmatsúly   | Crinu Raicu-Olteanu (ROU) · RSC  | kiesett                     | kiesett           | kiesett           | kiesett           | 17.      |
| Francisco Martínez   | Könnyűsúly   | Mike Strange (CAN) · 1–15        | kiesett                     | kiesett           | kiesett           | kiesett           | 17.      |
| Carlos Martínez      | Kisváltósúly | Bolat Nyijazimbetov (KAZ) · 3–25 | kiesett                     | kiesett           | kiesett           | kiesett           | 17.      |
| Jesús Flores         | Váltósúly    | Abdul Rashid Baloch (PAK) · 7–12 | kiesett                     | kiesett           | kiesett           | kiesett           | 17.      |
| Juan Pablo López     | Középsúly    | Erdei Zsolt (HUN) · RSC          | kiesett                     | kiesett           | kiesett           | kiesett           | 17.      |
| Julio César González | Félnehézsúly | Vaszilij Zsirov (KAZ) · RSC      | kiesett                     | kiesett           | kiesett           | kiesett           | 17.      |

RSC - a mérkőzésvezető megállította a mérkőzést

## Öttusa
| Versenyző          | Versenyszám | Lövészet | Lövészet | Lövészet | Úszás | Úszás | Úszás | Vívás    | Vívás | Vívás   | Lovaglás | Lovaglás | Lovaglás | Lovaglás  | Futás | Futás | Futás | Összesen    | Összesen |
| Versenyző          | Versenyszám | Pontszám | Pont     | Hely.    | Idő   | Pont  | Hely. | Eredmény | Pont  | Hely.   | Idő      | Hibapont | Pont     | Hely.     | Idő   | Pont  | Hely. | Összes pont | Helyezés |
| ------------------ | ----------- | -------- | -------- | -------- | ----- | ----- | ----- | -------- | ----- | ------- | -------- | -------- | -------- | --------- | ----- | ----- | ----- | ----------- | -------- |
| Sergio Salazar     | 170         | 976      | 25.***   | 3:20,04  | 1272  | 13.   | 18–13 | 880      | 7.*** | 1:22,96 | 90       | 992      | 15.      | 12:46,940 | 1267  | 8.    | 5387  | 9.          |          |
| Horacio de la Vega | 177         | 1060     | 14.*     | 3:17,92  | 1292  | 8.    | 12–19 | 700      | 25.** | 1:06,07 | 180      | 920      | 24.      | 13:05,327 | 1210  | 13.   | 5182  | 23.         |          |

* - egy másik versenyzővel azonos eredményt ért el

** - két másik versenyzővel azonos eredményt ért el

*** - három másik versenyzővel azonos eredményt ért el

## Röplabda

### Strandröplabda

#### Női
| Versenyző                  | 1. forduló                                                         | 2. forduló        | 3. forduló        | 4. forduló        | Reményág                                                  | Reményág          | Reményág          | Reményág          | Reményág          | Elődöntő          | Döntő             | Helyezés |
| Versenyző                  | 1. forduló                                                         | 2. forduló        | 3. forduló        | 4. forduló        | 1. forduló                                                | 2. forduló        | 3. forduló        | 4. forduló        | 5. forduló        | Elődöntő          | Döntő             | Helyezés |
| Versenyző                  | Ellenfél Eredmény                                                  | Ellenfél Eredmény | Ellenfél Eredmény | Ellenfél Eredmény | Ellenfél Eredmény                                         | Ellenfél Eredmény | Ellenfél Eredmény | Ellenfél Eredmény | Ellenfél Eredmény | Ellenfél Eredmény | Ellenfél Eredmény | Helyezés |
| -------------------------- | ------------------------------------------------------------------ | ----------------- | ----------------- | ----------------- | --------------------------------------------------------- | ----------------- | ----------------- | ----------------- | ----------------- | ----------------- | ----------------- | -------- |
| Mayra Huerta Velia Eguiluz | Franciaország (FRA) · Anabelle Prawerman · Brigitte Lesage · 11–15 |                   |                   |                   | Indonézia (INA) · Timy Yudhani Rahayu · Etta Kaize · 5–15 | kiesett           | kiesett           | kiesett           | kiesett           | kiesett           | kiesett           | 17.      |

## Sportlövészet
Férfi
| Versenyző      | Versenyszám | Selejtező | Selejtező | Döntő   | Döntő    |
| Versenyző      | Versenyszám | Pont      | Helyezés  | Pont    | Helyezés |
| -------------- | ----------- | --------- | --------- | ------- | -------- |
| Alex Fernández | Trap        | 118       | 31.*      | kiesett | kiesett  |

* - öt másik versenyzővel azonos eredményt ért el

## Szinkronúszás
| Versenyző | Szabad gyakorlat | Szabad gyakorlat | Technikai gyakorlat | Technikai gyakorlat | Összesítés | Összesítés |
| Versenyző | Pont             | Hely.            | Pont                | Hely.               | Pont       | Helyezés   |
| --- | ---------------- | ---------------- | ------------------- | ------------------- | ---------- | ---------- |
| Olivia González Wendy Aguilar Aline Reich Ingrid Reich Lilián Leal Patricia Vila Berenice Guzmán Ariadna Medina Erika Leal Ramírez Perla Ramírez | 93,533           | 8.               | 94,400              | 7.                  | 93,836     | 8.         |

## Tenisz
Férfi
| Versenyző                       | Versenyszám | 64-es főtábla                        | 32-es főtábla                                                              | Nyolcaddöntő      | Negyeddöntő       | Elődöntő          | Bronz- mérkőzés   | Döntő             | Helyezés |
| Versenyző                       | Versenyszám | Ellenfél Eredmény                    | Ellenfél Eredmény                                                          | Ellenfél Eredmény | Ellenfél Eredmény | Ellenfél Eredmény | Ellenfél Eredmény | Ellenfél Eredmény | Helyezés |
| ------------------------------- | ----------- | ------------------------------------ | -------------------------------------------------------------------------- | ----------------- | ----------------- | ----------------- | ----------------- | ----------------- | -------- |
| Oscar Ortíz                     | Egyes       | Dinu Pescariu (ROU) · 6–2, 6–2       | Andrea Gaudenzi (ITA) · 1–6, 6–7                                           | kiesett           | kiesett           | kiesett           | kiesett           | kiesett           | 17.      |
| Alejandro Hernández             | Egyes       | Christian Ruud (NOR) · 3–6, 6–2, 6–8 | kiesett                                                                    | kiesett           | kiesett           | kiesett           | kiesett           | kiesett           | 33.      |
| Alejandro Hernández Oscar Ortíz | Páros       |                                      | Egyesült Államok (USA) · Andre Agassi · MaliVai Washington · 3–6, 6–4, 4–6 | kiesett           | kiesett           | kiesett           | kiesett           | kiesett           | 17.      |

Női
| Versenyző         | Versenyszám | 64-es főtábla                            | 32-es főtábla                      | Nyolcaddöntő      | Negyeddöntő       | Elődöntő          | Bronz- mérkőzés   | Döntő             | Helyezés |
| Versenyző         | Versenyszám | Ellenfél Eredmény                        | Ellenfél Eredmény                  | Ellenfél Eredmény | Ellenfél Eredmény | Ellenfél Eredmény | Ellenfél Eredmény | Ellenfél Eredmény | Helyezés |
| ----------------- | ----------- | ---------------------------------------- | ---------------------------------- | ----------------- | ----------------- | ----------------- | ----------------- | ----------------- | -------- |
| Angélica Gavaldón | Egyes       | Hrisztína Papadáki (GRE) · 6–1, 3–6, 6–2 | Gabriela Sabatini (ARG) · 4–6, 0–6 | kiesett           | kiesett           | kiesett           | kiesett           | kiesett           | 17.      |

## Úszás
Férfi
| Versenyző      | Versenyszám    | Előfutam | Előfutam | Előfutam | Döntő   | Döntő   | Döntő   | Helyezés |
| Versenyző      | Versenyszám    | Idő      | Hely.    | Össz.    | Típus   | Idő     | Hely.   | Helyezés |
| -------------- | -------------- | -------- | -------- | -------- | ------- | ------- | ------- | -------- |
| Carlos Arena   | 100 m hát      | 57,40    | 6.       | 29.      | kiesett | kiesett | kiesett | kiesett  |
| Carlos Arena   | 200 m hát      | 2:05,96  | 4.       | 30.      | kiesett | kiesett | kiesett | kiesett  |
| Jesús González | 100 m pillangó | 54,94    | 4.       | 29.      | kiesett | kiesett | kiesett | kiesett  |

## Vitorlázás
Férfi
| Versenyző       | Versenyszám     | Futam | Futam | Futam | Futam | Futam | Futam | Futam | Futam | Futam | Futam | Futam | Pontszám | Helyezés |
| Versenyző       | Versenyszám     | 1     | 2     | 3     | 4     | 5     | 6     | 7     | 8     | 9     | 10    | 11    | Pontszám | Helyezés |
| --------------- | --------------- | ----- | ----- | ----- | ----- | ----- | ----- | ----- | ----- | ----- | ----- | ----- | -------- | -------- |
| Pedro Silveira  | Szörfvitorlázás | 33    | (35)  | (35)  | 28    | 19    | 32    | 31    | 31    | 30    |       |       | 204,0    | 34.      |
| Antonio Goeters | Finn dingi      | 34    | 38    | (42)  | 30    | (43)  | 36    | 17    | 24    | 23    | 33    | 30    | 265,0    | 33.      |